# Ликаси
Ликаси (фр. Ville de Likasi) је град у провинцији Катанга на југоистоку Демократске Републике Конго. 
Ликаси има око 422.726 становника (2005). Током деведесетих популација у граду се повећала. Узрок повећању је био долазак избеглица које је проузроковао етнички сукоб у Катанги.
Ликаси је индустријски центар, нарочито рударства, и транспортни чвор у региону. Ту се налазе копови и прерађивачки центри бакра и кобалта.
У колонијално доба, па све до 1966, град је носио име Жадовил (Jadotville). 
Године 1961, током интервенције Ујединјених нација због конфликта у Катанги, група ирских трупа из састава УН су у Жадовилу присилили трупе лојалне премијеру Катанге Моизи Чомбету, на предају.
Ликаси је родно место бившег председника ДР Конго, Лорана Кабиле.